# Cratorrhagus concolor
Cratorrhagus concolor är en spindelart som först beskrevs av Simon 1873.  Cratorrhagus concolor ingår i släktet Cratorrhagus och familjen fågelspindlar.
Artens utbredningsområde är Syrien. Inga underarter finns listade i Catalogue of Life.